# Pyrgomorphella arachidis
Pyrgomorphella arachidis är en insektsart som beskrevs av Vitaly Michailovitsh Dirsh 1951. Pyrgomorphella arachidis ingår i släktet Pyrgomorphella och familjen Pyrgomorphidae. Inga underarter finns listade i Catalogue of Life.